# Sviluppo morale
Con il termine sviluppo morale si intende tutto quello che riguarda l'emersione, i cambiamenti e e la formazione di pensieri intorno ai concetti di giusto e sbagliato dall'infanzia in poi. Il senso morale si sviluppa nel corso della vita in vari modi ed è influenzato dalla socializzazione, dalle esperienze e dal comportamento di un individuo di fronte a questioni morali attraverso i diversi periodi di sviluppo fisico e cognitivo. 
Le prime teorie psicologiche strutturate sullo sviluppo morale sono state postulate da teorici come Jean Piaget, Sigmund Freud, Lawrence Kohlberg, Carol Gilligan, Martin Hoffman e Albert Bandura.
Vengono individuate due dimensioni dello sviluppo morale, una intrapersonale e una interpersonale. Lo sviluppo morale si può indagare attraverso distinte questioni che riguardano il pensiero morale, il comportamento relativo alla moralità, i sentimenti, la caratterizzazione delle soggettive e singolari personalità e infine la definizione delle differenze tra una dimensione morale e quella sociale, quella convenzionale e quella personale .